# Melbourne bounce
El Melbourne Bounce también llamado Melbourne sound, Melbourne jump, Melbourne house o simplemente bounce es un subgénero del electro house, con influencias de múltiples géneros de música electrónica de baile entre ellos los más importantes el mákina y el jumpstyle entre otros estilos de hardtechno, una línea de bajo icónica heredada del scouse house y una estructura similar al psytrance. Este género en los últimos años ha alcanzado gran popularidad en la cultura EDM. Normalmente es muy utilizado en los clubs por ser un estilo muy bailable y fácil de oír, sin embargo también ha sido criticado porque algunos dicen que es muy fácil de producir. Actualmente varios DJs han incorporado influencias o elementos de este género en sus canciones.

## Características
Musicalmente es similar al big room house con bombos minimalistas, pero incorpora influencias en la percusión entre otros elementos del mákina y jumpstyle, con reverberación de bombo y con línea de bajo fuera de compás que produce esa sensación "bouncy". También usa elementos de progresión de varios géneros y sintetizadores pesados y a veces agudos con un bajo "squelching" producido por las influencias del acid house y acid techno. Es un estilo bastante rápido con tempo de 125-135 BPM. El "drop" o "clímax" se caracteriza por ser simple con solo una línea de sintetizador sin sonidos de fondo con un bombo y groove simple y minimalista. También incorpora el bajo (bass) pesado del electro house con sintetizadores característicos del tech trance, jumpstyle y acid techno. Otra característica importante son sintetizadores infusionados con cornos o trompetas "estridentes". También varias canciones llevan una estructura fuertemente parecida psytrance. También se describe a este género cómo "Otro descendiente de la familia del electro house, inspiradamente por el dutch house y sintetizadores con cornos-infusionados y que también fusiona elementos del psytrance y el acid house". También suele utilizar elementos de progresión del mákina, con líneas de bajo también influenciadas por el scouse house/hard bounce y sonidos sintéticos influenciados por el tech trance y electrotech.

## Estilo de baile
Es estilo de baile se suele denominar como Melbourne shuffle es una fusión o mezcla del tecktonik (electro house) y el jumpstyle (baile) aunque se más se considera como un subgénero del jumpstyle, también es similar al del hardstyle. Este estilo de baile es popular en los clubs y los rave parties, así como en los festivales de música electrónica y también es un tipo de baile urbano en ciertos lugares.

## Artistas notables
- H3MD
- Boltedge
- Will Sparks
- Joel Fletcher
- Matt Watkins
- Timmy Trumpet
- Djuro
- Deorro
- J.tt
- Bounce Broz
- AronChupa
- Scary Noize
- B3nte
- Bombs Away
- Bounce Inc.
- Burgs
- Brynny
- C-Barts
- CHROPE
- D!RTY PALM
- Anson
- Eric Sidey
- Helion
- Fresh Kiwi
- Henry Fong
- AAO
- J-Trick
- Jay Karama
- Jiggers
- Joey Riot
- Spinus
- Krunk!
- Lex & Music
- Matty Lincoln
- Mike L
- Reece Low
- SCNDL
- Sean Mannexer
- Tyron Hapi
- TJR
- Uberjak'd
- VINAI
- Will Moore
- Zoolanda
- The Chainsmokers
- Alfons
- Orkestrated
- Prezioso